# Laurent Rochette
 Laurent Rochette  (nacido el 5 de febrero de 1988, en Burdeos) es un tenista profesional francés.

## Carrera
Su mejor ranking individual es el N.º 202 alcanzado el 8 de octubre de 2012, mientras que en dobles logró la posición 252 el 1 de octubre de 2012.
No ha logrado hasta el momento títulos de la categoría ATP ni de la ATP Challenger Tour, aunque sí ha obtenido varios títulos Futures tanto en individuales como en dobles.